# Enallagma antennatum
Enallagma antennatum là một loài chuồn chuồn kim trong họ Coenagrionidae.
Enallagma antennatum is in 1840 voor het eerst wetenschappelijk beschreven door Say.